# Trakulje
Trakúlje (znanstveno ime Cestoda) so ena izmed skupin ploskih črvov. Odrasli osebki živijo v prebavnem traktu vretenčarjev, v telesu različnih živali pa živi tudi zarod. Imajo odrivke in glavo s priseski ter kaveljčki.
Imajo poenostavljeno telesno zgradbo - so brez nog, prebavil in čutil. Značilna je hiperprodukcija potomcev - trakulje izležejo milijone jajčec. So hermafroditi - obojespolniki. Pred gostiteljevimi obrambnimi mehanizmi se ščitijo z ugreznjeno ovojnico - psevdokutikulo. Imajo odrivke, ki spominjajo na člene pri višje razvitih živalih, vendar to niso. V vsakem odrivku so spolni organi in prebavila.

## Razvojni krog svinjske trakulje
Svinja poje jajčeca trakulje in prebavi jajčni ovoj. Sprosti se ličinka s kaveljčki, ki jo kri zanese v mišičevje. Tam se razvije mehurnjak z narobe zavihanimi priponami.
Človek se okuži z uživanjem okuženega svinjskega mesa. Mehurnjak se v človeškem prebavilu razkroji, pripone se izvihajo navzven in trakulja se pritrdi v črevesno steno. Trakulje odrastejo v nekaj mesecih.